# 丰村遗址
丰村遗址，位于山西省运城市垣曲县华峰乡丰村，是中华人民共和国山西省文物保护单位之一。
2004年6月10日，授予山西省文物保护单位，是一座古遗址。